# Beatriz Flores Silva
Beatriz Flores Silva (nacida el 7 de noviembre de 1956 en Montevideo) es una directora, guionista y productora de cine uruguaya.

## Familia
Nació en Montevideo, el 7 de noviembre de 1956. Es hija de María Zulema Silva Vila y del político y literato Manuel Flores Mora, y además hermana de Manuel Flores Silva, estos dos últimos ambos políticos del Partido Colorado.

## Carrera
Estudió dirección de cine en el Institut des arts de difussion en Lovaina la Nueva, Bélgica. Su primera película fue una adaptación de Un cuento con un pozo del escritor uruguayo Mario Arregui en 1988. Luego siguió Las lagartijas, de 1989, realización que fue su trabajo de graduación como directora. El reconocimiento del público vendría con la película En la puta vida del año 2001, una adaptación del libro de María Urruzola El huevo de la serpiente.
Fundó la productora cinematográfica BFS Producciones.

## Filmografía
- 2008, Polvo nuestro que estás en los cielos.
- 2001, En la puta vida.
- 1993, La historia casi verdadera de Pepita la Pistolera.
- 1992, Les sept péchés capitaux.
- 1989, Las lagartijas (Les lézards).
- 1988, Un cuento con un pozo.

## Premios
- Bogotá Film Festival 2002 - Mejor Director por “En la puta vida”.
- Havana Film Festival 2001 – Premio Radio Havana por “En la puta vida”.
- Huelva Latin American Film Festival 2001 – Colón de Oro por “En la puta vida”.
- Lleida Latin American Film Festival 2002 – Premio del público y mejor película por “En la puta vida”.
- Miami Latin Film Festival 2002 – Mención especial por “En la puta vida”.